# Coleotechnites albicostata
Coleotechnites albicostata är en fjärilsart som beskrevs av Thomas Nesbitt Freeman 1965. Coleotechnites albicostata ingår i släktet Coleotechnites och familjen stävmalar. Inga underarter finns listade i Catalogue of Life.